# Sunday Nwadialu
Sunday Chizoba Nwadialu (* 10. Oktober 1989 in Nigeria) ist ein nigerianischer Fußballspieler.

## Karriere
Sunday Nwadialu stand bis Juni 2011 beim nigerianischen Erstligisten Crown FC in Ogbomosho unter Vertrag. Am 1. Juli 2011 ging er nach Bangladesch, wo er sich dem Muktijoddha Sangsad KC anschloss. Mit dem Verein aus Dhaka spielte er in der ersten Liga. Nach einem Jahr wechselte er für ein Jahr zum Ligakonkurrenten Sheikh Jamal Dhanmondi Club. Am 1. Juli 2013 kehrte er zu Muktijoddha Sangsad zurück. Der indische Klub Churchill Brothers SC nahm ihn am 1. Juli 2014 unter Vertrag. In Salcete stand er ein Jahr unter Vertrag. Im Juli 2015 kehrte er nach Bangladesch zurück, wo er sich dem Abahani Ltd. Dhaka anschloss. 2016 und 2018 feierte er mit dem Verein die Meisterschaft. Torschützenkönig mit 19 Toren wurde er 2016. Im Oktober 2020 wurde sein Vertrag nicht verlängert. Von November 2020 bis Anfang April 2021 war er vertrags- und vereinslos. Am 9. April 2021 verpflichtete ihn sein ehemaliger Verein Abahani Ltd. Dhaka. Hier stand er bis Ende November 2021 unter Vertrag. Rahmatganj MFS, ebenfalls ein Erstligist, nahm ihn am 23. November 2021 unter Vertrag. Bei dem Verein aus Dhaka stand er bis Anfang November 2022 unter Vertrag. 

## Erfolge
Abahani Ltd. Dhaka
- Bangladesh Premier League: 2016, 2018

## Auszeichnungen
Bangladesh Premier League
- Torschützenkönig: 2016